# Philhellénisme

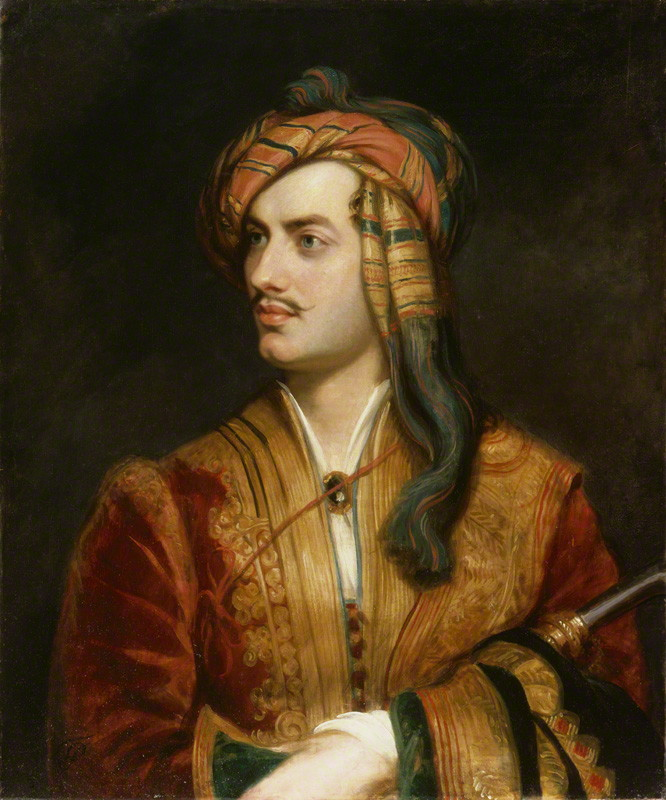
Lord Byron, en costume albanais.

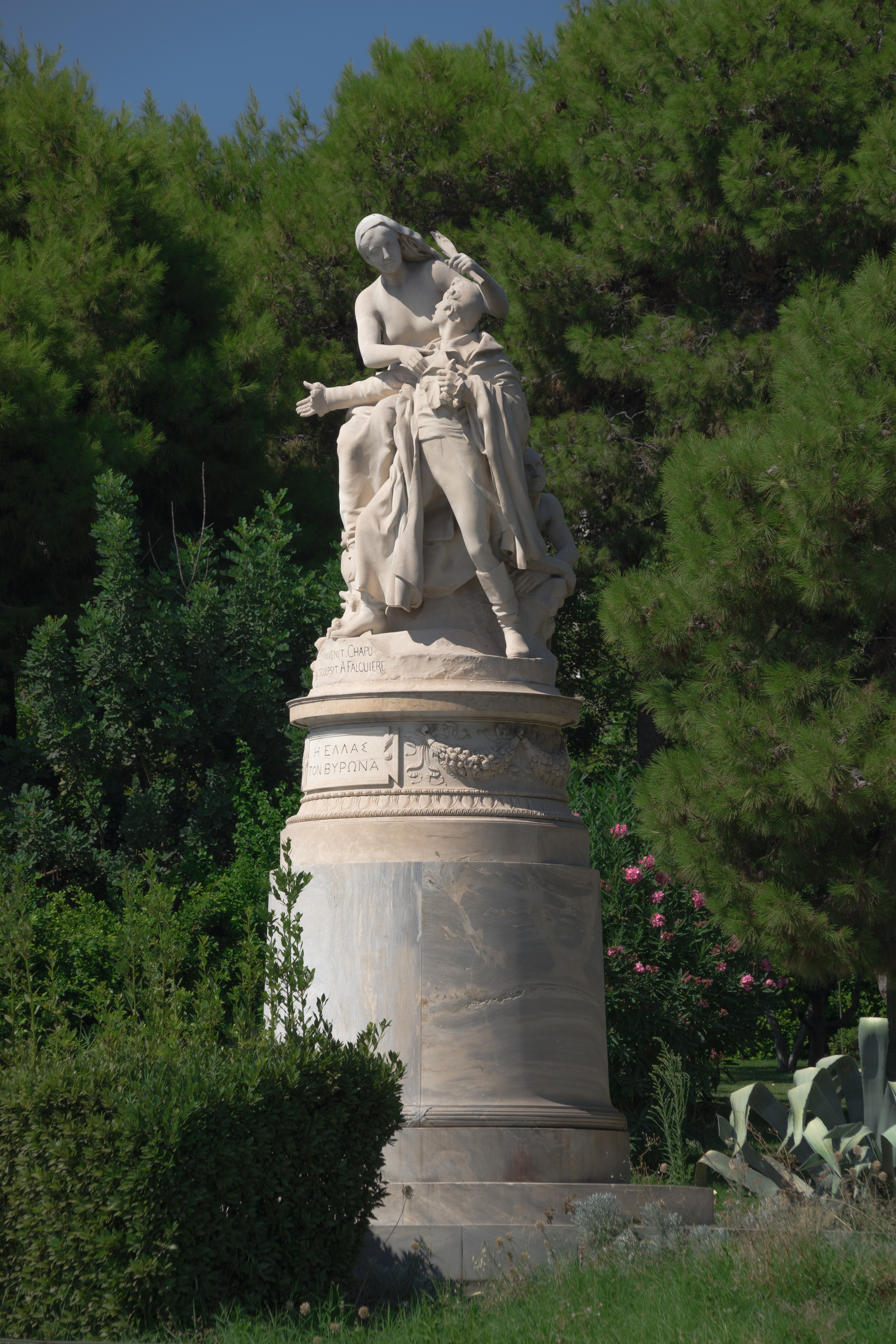
Monument à Lord Byron, par Falguière, à Athènes.

Le philhellénisme (du grec φίλος / phílos, « ami, qui aime » et ἑλληνισμός / hellēnismós, « hellénisme, civilisation grecque ») signifie amour de la Grèce. Il désigne plus particulièrement l'engagement de personnalités non grecques, le plus souvent libérales pour la cause de la Grèce contre l'Empire ottoman lors de la guerre d'indépendance grecque (1821-1829), soit au sein des comités philhellènes, soit par une implication armée directe en Grèce.
Cette définition est parfois considérée comme restrictive. Tout au long de l'histoire, nombreux furent ceux qui ressentirent un amour de la Grèce, depuis l'empereur romain Hadrien, jusqu'à Jacques Lacarrière par exemple.
Le philhellénisme a aussi son contraire avec le mishellénisme.

## Le philhellénisme avant leXVIIIesiècle

### La Grèce vue d'Occident

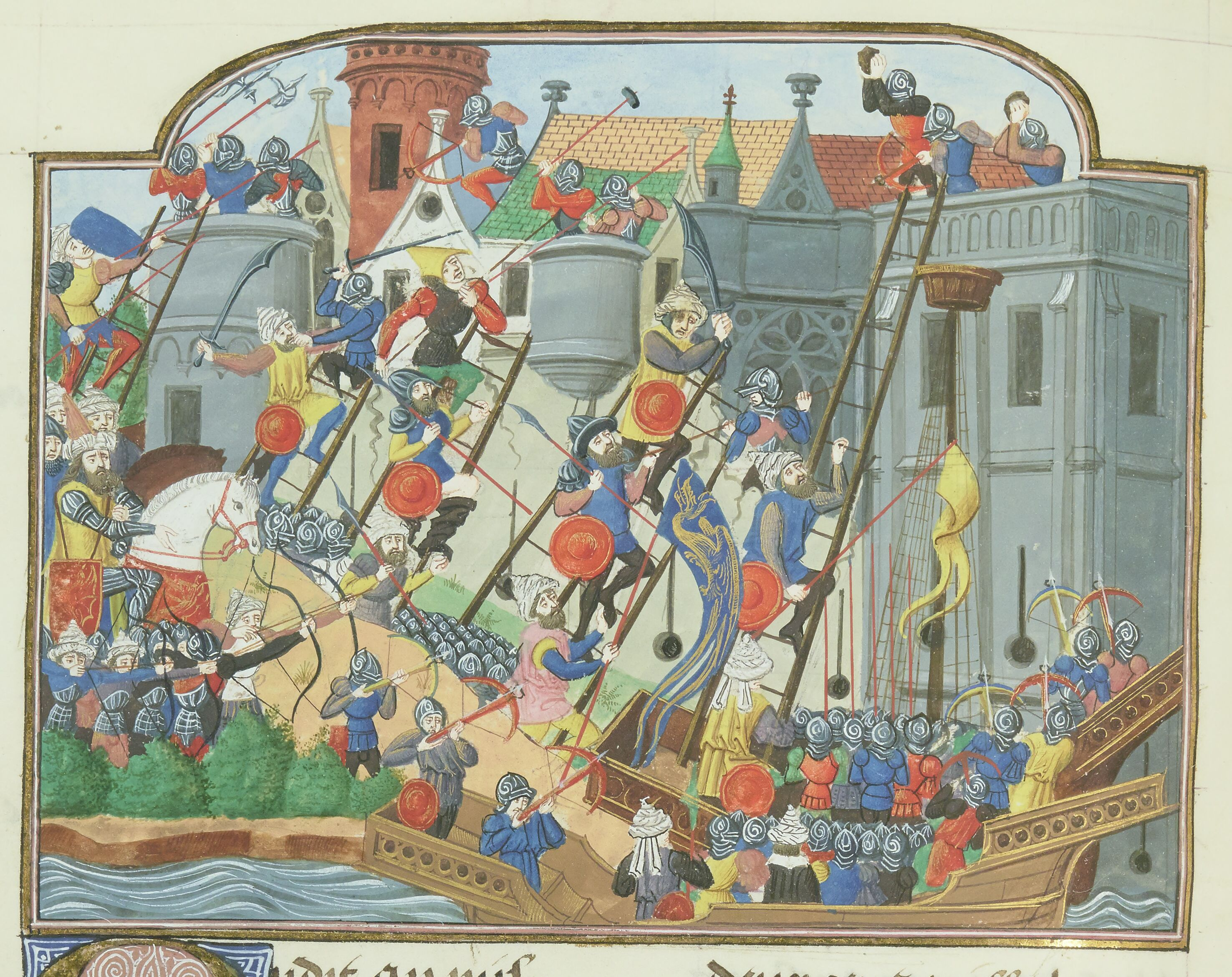
Le siège de Constantinople. Miniature attribuée à Philippe de Mazerolles, extraite d'un manuscrit de la Chronique du règne de Charles VII de Jean Chartier, BNF Fr.2091.

La culture grecque a existé dans le monde antique par la littérature, la philosophie, la science. Alexandre Ier était surnommé « Philhellène » à cause de son attrait pour la Grèce. Les conquêtes d'Alexandre le Grand avaient étendu la civilisation grecque à l'ensemble de la Méditerranée orientale. L'empire romain l'avait portée jusqu'aux rives de l'Atlantique, sous sa forme gréco-romaine. Cependant, elle disparut d'Occident lors des invasions barbares. Dès le Ve siècle, la connaissance du grec ancien était perdue en Occident. Méconnaissance et préjugés se développèrent alors.
Au Moyen Âge et à la Renaissance, les Grecs étaient regardés avec suspicion, mépris voire dégoût. Selon Paul Tannery, cette suspicion est un héritage culturel du Schisme de 1054 entre Rome et Constantinople : toute l’histoire romaine et celle du christianisme ont, depuis, été récrites de manière à présenter l’église de Rome comme seule héritière légitime de l’église primitive, à occulter le fait que c’est elle qui, en quittant la Pentarchie,[réf. nécessaire] s’en est éloignée théologiquement et canoniquement au fil des 14 conciles qui lui sont propres, et à rejeter la responsabilité du schisme[réf. nécessaire] sur les quatre autres patriarches (Constantinople, Antioche, Alexandrie et Jérusalem). Même l’appellation d’« Empire byzantin » (qui apparaît seulement en 1557, sous la plume d’un historien allemand, Hieronymus Wolf) a pour but de séparer l’histoire de l’Empire d'orient, présenté de manière péjorative, de celle de l’Empire d'occident, revendiqué comme « matrice de l'Europe occidentale », en dépit du fait que les citoyens de l’Empire d’Orient nommaient leur État Basileía tôn Rhômaíôn (« empire des Romains »), et ne se sont jamais désignés comme « Byzantins » mais se considéraient comme des Romains (Rhomaioi, terme repris par les Perses, les Arabes et les Turcs qui les appellent « Roum »). Cette vision péjorative rendit moralement acceptable le pillage de Constantinople lors de la Quatrième croisade, qui élargit encore le fossé sur les plans religieux et politique, et affaiblit définitivement l’Empire grec face aux Arabes et aux Turcs. L’Occident considéra que la prise de Constantinople par les Croisés en 1204 et le partage de l’Empire byzantin ôtaient aux Grecs toute possibilité de jouer un rôle politique de premier plan. Elle provoqua un effacement durable de la puissance byzantine face à un Occident latin qui s’empara alors de l’hégémonie[réf. nécessaire]
Même si d’un point de vue local, dès 1261-1262 les Grecs avaient reconquis leur capitale et recréé leur Empire, la puissance et le rayonnement byzantin avaient définitivement reculé. Enfin, la prise de Constantinople en 1453, et d'Athènes en 1456 par les Ottomans achevèrent de ternir l’image des Hellènes. Même plus tardivement, on trouve de nombreux auteurs, y compris Voltaire qui avouait "détester Byzance" ou Thouvenel pour qui « l’Orient est un détritus de peuples et de religions », qui imaginent l’Empire byzantin comme un état dogmatique (c’est l’un des sens du mot "orthodoxe") n’ayant rien d’intéressant à léguer à l’occident…
Pourtant, l’Empire byzantin n’a cessé de transmettre sa culture, ses savoirs et ses technologies, non seulement aux Arabes de l’orient, mais aussi à ceux de l’occident, par exemple au Xe siècle, lorsque Constantin VII et Romain Lécapène envoient des copies des bibliothèques impériales à Hasdaï ibn Shaprut, ministre du calife de Cordoue Abd al-Rahman III. Parmi ces copies, on trouve De materia medica, du médecin et botaniste grec Dioscoride. Redécouverte par les « Philhellènes », cette transmission a longtemps été occultée dans l’historiographie classique occidentale, qui affirme tenir des Arabes sa redécouverte du patrimoine antique, sans s’interroger pour savoir d'où ceux-ci le tenaient en partie : n’appelons-nous pas « hammam » les thermes, et « style mauresque » l’art roman byzantin, adapté aux goûts des Arabes ? Les « Philhellènes », eux, redécouvrent qu’au XVe siècle, c’est en grande partie[réf. nécessaire] par l’intermédiaire de manuscrits byzantins que l’on redécouvrit en Occident la science antique, principalement à travers Aristote et Ptolémée. Quelques décennies avant la chute de Constantinople, des érudits grecs commencèrent à émigrer vers Venise, des principautés italiennes et d'autres républiques italienne emportant avec eux quantité de manuscrits.
L'évènement politique déterminant de ce transfert des "humanités" du monde byzantin vers l’Italie est le concile de Florence de 1438, au cours duquel l’empereur grec Jean VIII Paléologue sollicita (vainement) l’appui des royaumes occidentaux contre la menace d’invasion musulmane. Des érudits comme François Philelphe, Giovanni Aurispa, ou Vassilios Bessarion jouèrent un rôle particulièrement actif dans la transmission des écrits grecs, telle l’encyclopédie appelée Souda (du grec ancien Σοῦδα / Soũda) ou Suidas (du grec ancien Σουίδας / Souídas) constituée vers la fin du IXe siècle et imprimée par Démétrius Chalcondyle à Milan en 1499. Les bibliothèques vaticane et vénitienne (Biblioteca Marciana) recèlent encore de nombreux manuscrits astronomiques de cette époque, totalement inédits ou édités récemment, comme le Vaticanus Graecus 1059 ou le Marcianus Graecus 325 de Nicéphore Grégoras. Ce transfert culturel et scientifique joua un rôle important dans l’avènement de la Renaissance. La littérature classique fut alors redécouverte et admirée, mais la Grèce fut envisagée à travers le prisme romain. Art grec et art romain étaient confondus, et d’un point de vue littéraire, on faisait confiance à l’opinion des vainqueurs antiques latins. Ceux-ci étaient par ailleurs plus souvent lus que les auteurs grecs, peut-être parce que l’on comprenait plus facilement le latin.
Or leurs opinions sur les Grecs étaient souvent peu favorables. Plaute décrivait « leur luxure et leur ivrognerie », et pour lui « parole d’un Grec » et « calendes grecques » étaient synonymes. La grammaire latine multipliait les citations dévalorisant les Grecs, comme celle tirée de L'Énéide de Virgile : « Timeo Danaos et dona ferentes », tout comme l’exemple tiré de Juvénal : « Non possum ferre, Quirites, Graecam Urbem ». Et Pline l'Ancien, Sénèque, Quintilien véhiculaient la même opinion des Grecs qu’ils trouvaient « impudents, vénaux, vaniteux et serviles » : il y avait eu très peu de bons Grecs, et ils étaient tous morts. Les auteurs chrétiens étaient du même avis. La Première Épître aux Corinthiens est un catalogue des vices et dépravations empêchant les Grecs de gagner le Paradis.
Ces opinions dominèrent longtemps l’inconscient collectif occidental : en fin de compte, les Grecs opprimés méritaient leur sort.

### L'évolution de l'opinion sur la Grèce
La philosophie des Lumières développa l'intérêt de l'Europe occidentale pour la Grèce, en fait pour une Grèce antique idéalisée. On considérait que les notions, si importantes pour les Lumières, de Nature et Raison, avaient été les valeurs primordiales de l'Athènes classique. Les anciennes démocraties grecques, et surtout Athènes, devinrent des modèles à imiter. On alla y puiser des réponses aux problèmes politiques et philosophiques du temps.
Des ouvrages tels que celui de l'abbé Barthélemy, Voyage du Jeune Anacharsis, paru en 1788 servirent à fixer définitivement l'image que l'Europe avait de l'Égée.
Les théories et le système d'interprétation de l'art antique de Johann Joachim Winckelmann décidèrent du goût européen pour des dizaines d'années à travers ses œuvres majeures, Histoire de l'art chez les Anciens (Geschichte der Kunst des Altertums) de 1764 et Réflexions sur l'imitation des œuvres grecques dans la sculpture et la peinture (Gedanken über die Nachahmung der griechischen Werke in der Malerei und Bildhauerkunst) de 1755. Il fut, dans ces ouvrages, le premier à définir les périodes de l'art antique, classant les œuvres de façon chronologique et stylistique.
Les vues de Winckelmann sur l'art englobaient l'ensemble de la civilisation, puisqu'il faisait un parallèle entre niveau de développement général de celle-ci et évolution de l'art qu'il lisait comme on lisait à l'époque la vie d'une civilisation, en termes de progrès, d'apogée, puis de déclin. Pour lui, l'art grec avait été le sommet de l'art qui avait culminé avec Phidias. Winckelmann considérait que les plus belles œuvres de l'art grec avaient de plus été produites dans des circonstances géographiques, politiques et religieuses idéales. Cette conception domina longtemps la vie intellectuelle en Europe. Il classa l'art grec en Antique (période archaïque), Sublime (Phidias), Beau (Praxitèle) et Décadent (période romaine).

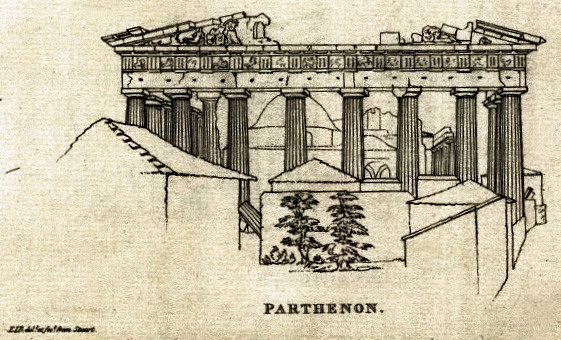
Le Parthénon, à l'époque de Lord Elgin.

Les théories de Winckelmann sur l'évolution de l'art culminant dans l'art grec, dans sa période Sublime, conçu dans une période de liberté politique et religieuse complète, participèrent à l'idéalisation de la Grèce antique et augmentèrent l'envie de se rendre en terre grecque. On croyait aisément alors avec lui que le bon goût était né sous le ciel de Grèce. Mais ce que Winckelmann chantait comme une manifestation de la « liberté grecque » (griechische Freiheit) était, pour maints auteurs chrétiens, une abomination : la Première épître aux Corinthiens était lue comme un catalogue des « vices et dépravations » empêchant les Grecs de gagner le Paradis. Malgré cela, Winckelmann sut convaincre l’Europe cultivée du XVIIIe siècle que la vie en Grèce antique était pure, simple et morale, et que l’Hellade classique était la source à laquelle les artistes devaient aller puiser les idéaux de « noble simplicité et calme grandeur ». La Grèce devint la « patrie des arts » et « l’éducatrice du goût ».
Avant 1815, la notion de « Grec » se confondait encore avec celle d’ancien citoyen de l’Empire grec (Rômaios / Ρωμαίος, pas forcément hellénophone, mais grec orthodoxe selon le système ottoman des millets) et la « Nouvelle Grèce libre » alors envisagée par des penseurs comme Rigas Vélestinlis était plutôt philosophique que nationale, débordant largement la Grèce moderne et se référant plutôt à l’antique aire d’expansion de l’hellénisme (ἑλληνισμός / hellênizmós), incluant la majeure partie des Balkans, les Principautés danubiennes dont les Hospodars étaient des Phanariotes, l’Anatolie occidentale et la région du Pont. Dans la dernière décennie du XVIIIe siècle, un mouvement philhellène soutenu par les Tzars se développe dans l’Empire russe et se traduit par la mise en place, au nord de la Mer Noire, dans les territoires alors pris à l’Empire ottoman, d’une « Nouvelle Russie » multinationale, mais orthodoxe, où de nombreux colons grecs sont invités et dont les villes nouvelles reprennent les noms des antiques colonies grecques de la région ou bien reçoivent des noms grecs : Odessa, Tyraspolis, Nicopolis, Chersonèse, Théodosia, Eupatoria, Sébastopol, Simferopol, Melitopol, Stavropol et d'autres, tandis que les études archéologiques se multiplient. Puis, au début du XIXe siècle, la notion de « Grec » prend de plus en plus une signification ethnique au sens moderne du terme, et se confond dès lors avec l’ensemble des locuteurs natifs de la langue grecque, et eux seuls.

## La cause grecque et l'indépendance
Dimítrios Vikélas, qui sera quelques années plus tard Président du Comité international olympique, écrivait en 1891 :

« Le vrai philhellénisme, le philhellénisme pour ainsi dire historique, avait duré autant que la guerre de l'indépendance et il devait finir avec elle. »

Il faut préciser que le nombre réel de philhellènes engagés en Grèce même fut relativement restreint. Une évaluation récente estime que 940 philhellènes (toutes nationalités confondues) se seraient rendus en Grèce dans le but de participer à la guerre d'indépendance entre 1821 et 1827-1828 ; 313 seraient morts. Démétrios Bikelas, quant à lui dans le même article de 1891 comptait 423 étrangers engagés en Grèce, dont 118 Français (63 seraient décédés). L'impact du philhellénisme vient donc aussi de formes d'engagement autres qu'un engagement armé direct.

### La guerre d'indépendance grecque
En 1821, les Grecs s’étaient révoltés contre l’occupation ottomane. Ils avaient d’abord remporté de nombreuses victoires et proclamé l’indépendance. Cependant, celle-ci contrevenait aux principes du Congrès de Vienne et de la Sainte Alliance qui imposaient un équilibre européen et interdisaient tout changement. Or, contrairement à ce qui se passait alors pour le reste de l’Europe, la Sainte Alliance n’était pas intervenue pour mater les insurgés libéraux grecs.
Le soulèvement libéral et national ne convenait pas à l’Autriche de Metternich, principal artisan de la politique de la Sainte Alliance. Cependant, la Russie, autre puissance conservatrice de l’Europe, était favorable à l’insurrection par solidarité religieuse orthodoxe et par intérêt géo-stratégique (contrôle des Détroits des Dardanelles et du Bosphore). La France, autre membre actif de la Sainte Alliance (elle venait d’intervenir en Espagne contre les libéraux), avait une position ambigüe : les Grecs, certes libéraux, étaient d’abord des Chrétiens et leur soulèvement contre les Ottomans musulmans pouvait ressembler à une nouvelle croisade. La Grande-Bretagne, pays libéral, s’intéressait surtout à la situation de la région sur la route des Indes et Londres désirait pouvoir y exercer une forme de contrôle et ne souhaitait pas voir la Russie s'y imposer.
Les victoires grecques avaient été de courte durée. Le Sultan avait appelé à l’aide son vassal égyptien Mehemet Ali qui avait dépêché en Grèce son fils Ibrahim Pacha avec une flotte et, dans un premier temps, 8 000 puis 25 000 hommes. L’intervention d’Ibrahim fut décisive : le Péloponnèse avait été reconquis en 1825 ; le verrou de Missolonghi était tombé en 1826 ; Athènes avait été prise en 1827. Il ne restait plus alors à la Grèce que Nauplie, Hydra et Égine.
Face au courant d’opinion philhellène qui se développa en Occident, il fut décidé d’intervenir en faveur de la Grèce, avant-garde chrétienne en Orient et dont la position stratégique était évidente. Par le traité de Londres de juillet 1827, la France, la Russie et le Royaume-Uni reconnurent l’autonomie de la Grèce qui resterait vassale de l’Empire ottoman. Les trois puissances se mirent d’accord pour une intervention limitée afin de convaincre la Porte d’accepter les termes du traité. Une expédition navale de démonstration fut suggérée et adoptée. Une flotte conjointe russe, française et britannique fut envoyée pour exercer une pression diplomatique sur Constantinople. La bataille de Navarin, livrée à la suite d'une rencontre de hasard, entraîna la destruction de la flotte turco-égyptienne. Une expédition terrestre fut ensuite proposée par la France à la Grande-Bretagne qui refusa d’intervenir elle-même directement. Cependant, la Russie avait déclaré la guerre à l’Empire ottoman et ses victoires militaires inquiétaient Londres qui ne désirait pas voir l’empire des Tsars descendre trop au sud. La Grande-Bretagne ne s’opposa donc pas à ce que la France intervînt seule. Ce fut l'Expédition de Morée.

### Causes de l'engagement
En Europe occidentale, la cause grecque devint le symbole du combat des libéraux. Ils y voyaient l'incarnation de toutes leurs causes : liberté bien sûr, droit des peuples à disposer d'eux-mêmes et lutte contre l'oppression d'une monarchie conservatrice et archaïque. Un courant de sympathie pour les Grecs insurgés parcourut donc leurs rangs. Alexandre Ypsilántis écrivit dans sa première déclaration : « De nombreux libéraux viendront combattre avec nous. »
Au-delà de l'idée de croisade contre les infidèles ottomans, ce fut l'héritage classique qui fit que bon nombre d'occidentaux épousèrent la cause grecque. Louis Ier de Bavière exprima bien cette idée : « L’Europe a une dette énorme envers la Grèce. [...] C'est à elle que nous devons les Arts et les Sciences. »

### Formes de l'engagement
Les philhellènes s'organisèrent en comités un peu partout en Europe et en Amérique. Leur principale activité fut de lever des fonds pour acheter des armes. Leur livraison fut confiée à certains d'entre eux. Jean-Gabriel Eynard fut l'un des principaux philhellènes.

#### L'art

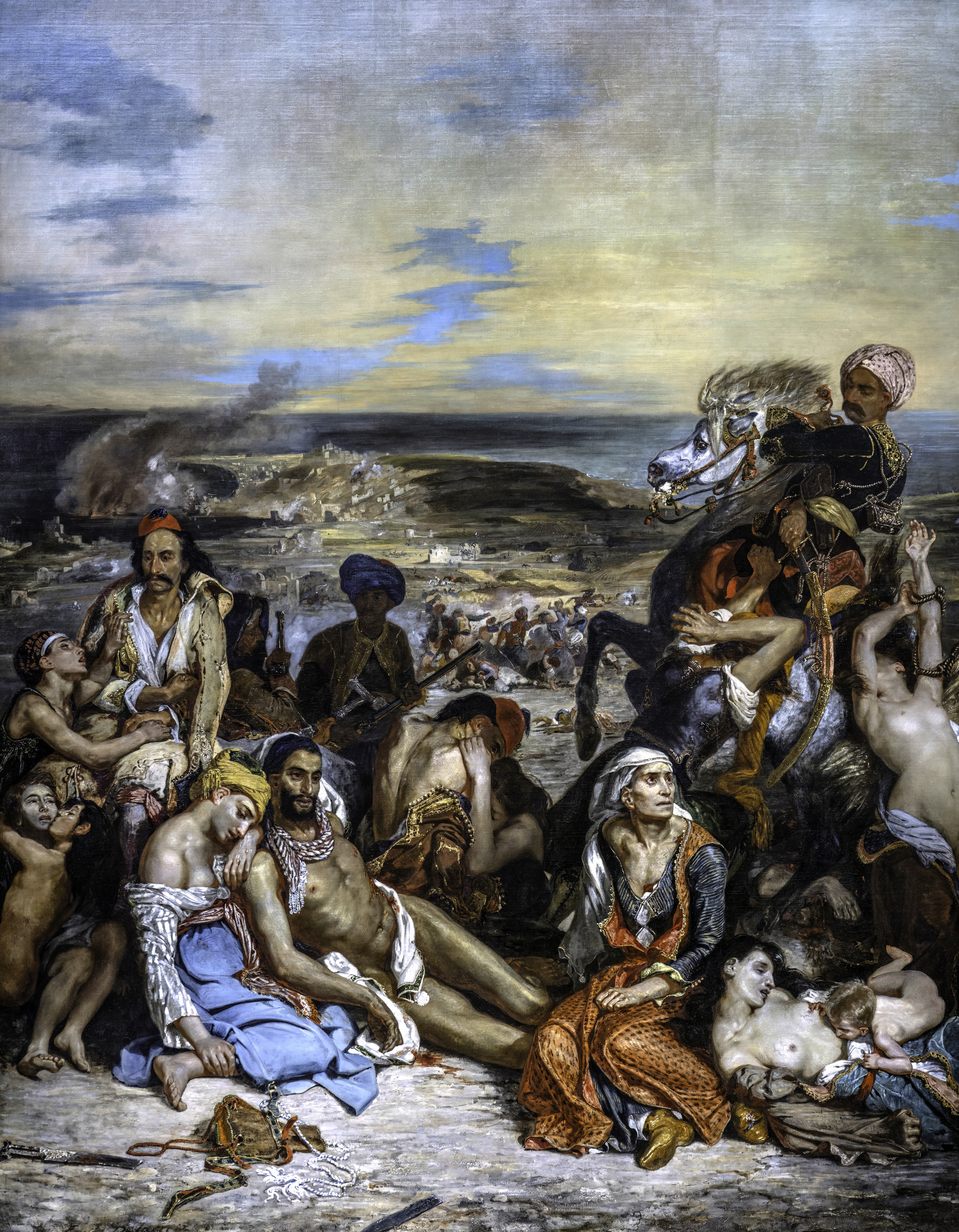
Scène des massacres de Scio par Delacroix

Certains cependant, utilisèrent leur célébrité pour faire progresser la connaissance de la cause grecque. Ils usèrent aussi de leur art pour susciter l'émotion en faveur des Grecs insurgés.
En 1824-1825, la publication des Chants populaires de la Grèce par Claude Fauriel fit connaître à l'Occident la vie, les mœurs et les coutumes des klephtes qu'il décrivait dans sa préface.
En 1825-1826, Hector Berlioz écrivit une Scène héroïque (La Révolution grecque).
Le peintre lyonnais Claude Bonnefond, directeur de l’école des beaux-arts de Lyon, figure également parmi les artistes français s'intéressant à la guerre d'indépendance grecque, avec trois tableaux : L'Officier grec blessé (1826) s'inspire de la culture grecque, un Autoportrait en bonnet grec (1828) et La Cérémonie de l'Eau-sainte dans l'église Saint-Athanase à Rome (1830).
Après la chute de Missolonghi, le courant de sympathie pour la cause grecque s’amplifia en Europe occidentale. La mort de Byron, en martyr, avait déjà nourri le philhellénisme. Le sort de Missolonghi lors de la « Sortie » infructueuse accentua le phénomène. Les plus célèbres d'entre eux, des artistes reconnus, mirent leur art au service de la cause grecque. Leur propagande, par sa qualité et sa quantité, maintint vivant l'intérêt occidental pour l'insurrection, mais aussi la mauvaise conscience des gouvernements.
Ainsi, Chateaubriand écrivait dans sa « Note sur la Grèce » (où il appelait à aider la Grèce insurgée) qui précède en 1826 son Itinéraire de Paris à Jérusalem :

« Missolonghi, presque sans fortifications, repoussant les barbares entrés deux fois jusque dans ses murs ».
« On aime encore à espérer que Missolonghi n'aura pas succombé, que ses habitants, par un nouveau prodige de courage, auront donné le temps à la chrétienté enfin éclairée de venir à leur secours. Mais s'il en était autrement, chrétiens héroïques, s'il était vrai que, près d'expirer, vous nous eussiez chargé du soin de votre mémoire, si notre nom avait obtenu l'honneur d'être au nombre des derniers mots que vous avez prononcés, que pourrions-nous faire pour nous montrer digne d'exécuter le testament de votre gloire ? Que sont à tant de hauts faits, à tant d'adversités, d'inutiles discours ? Une seule épée tirée dans une cause si sainte aurait mieux valu que toutes les harangues de la terre. »

Victor Hugo écrivait dans ses Orientales (« Les Têtes du Sérail ») en 1826 :

« Frères, Missolonghi fumante nous réclame, 

Les Turcs ont investi ses remparts généreux. 

Renvoyons leurs vaisseaux à leurs villes lointaines.

(...) 

Missolonghi ! - Les Turcs ! - Chassons ô camarades, 

Leurs canons de ses forts, leur flotte de ses rades. »

Eugène Delacroix fit avec sa Grèce sur les ruines de Missolonghi (1826) le même triomphe avec Scènes des massacres de Scio (1824). Chateaubriand et Palmerston prononcèrent des discours en faveur de la Grèce dans leurs parlements respectifs. L'archéologue et antiquisant allemand Niebuhr fit des discours qui permirent de récolter des fonds pour les comités philhellènes allemands. Le Suisse Jean-Gabriel Eynard et le roi Louis Ier de Bavière dépensèrent une partie de leur fortune pour racheter les femmes et enfants de Missolonghi vendus comme esclaves en Égypte. Alexandre Pouchkine quant à lui défendit la cause de l'insurrection en Russie. Émile Souvestre se fit connaître grâce à sa pièce de théâtre Le Siège de Missolonghi en 1828.
À propos du Siège de Missolonghi :

La Grèce sur les ruines des Missolonghi par Delacroix (1826)
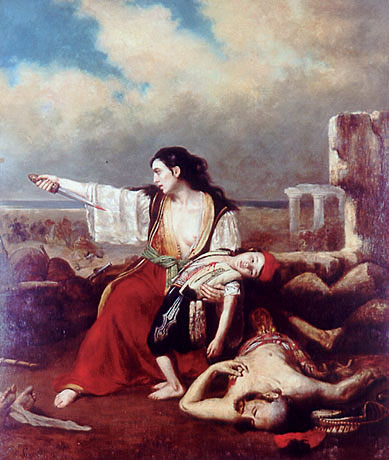
Scène de l' Exodos. par E. de Lansac (1828).
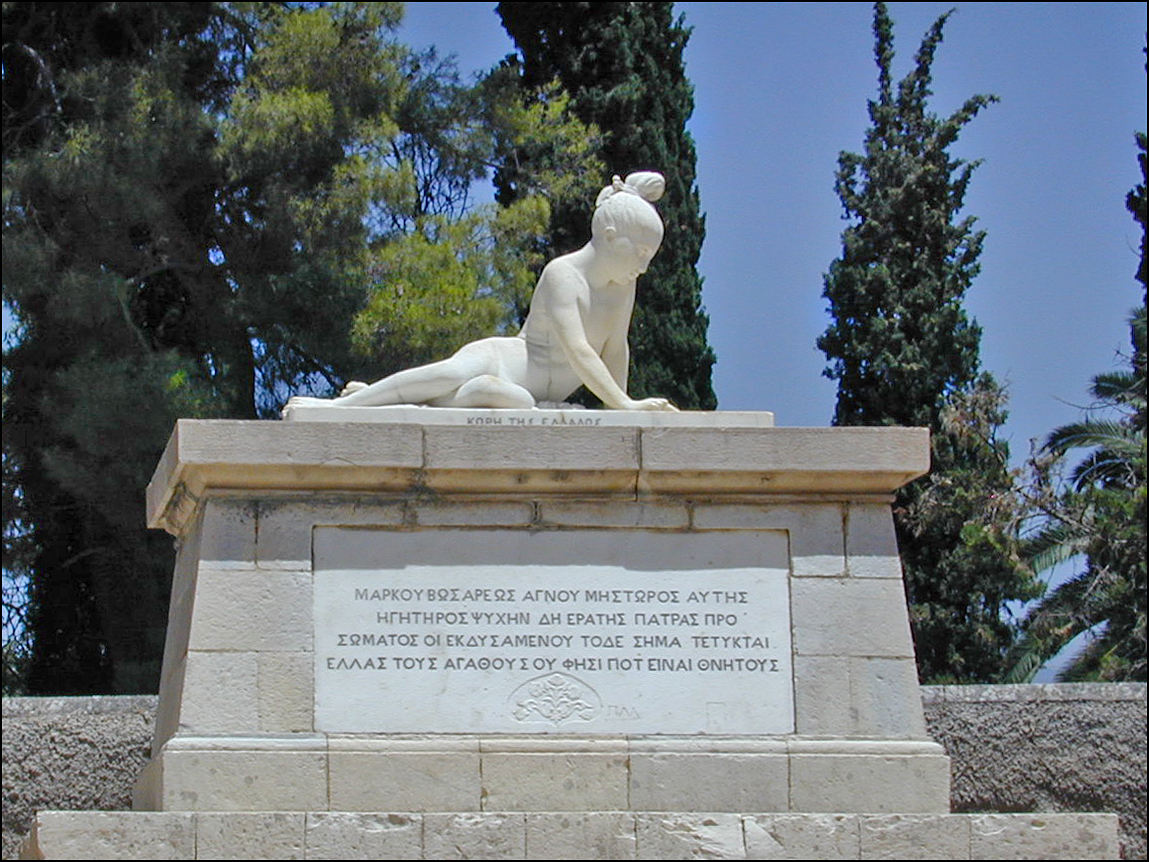
Tombe de Markos Botzaris par David d'Angers.
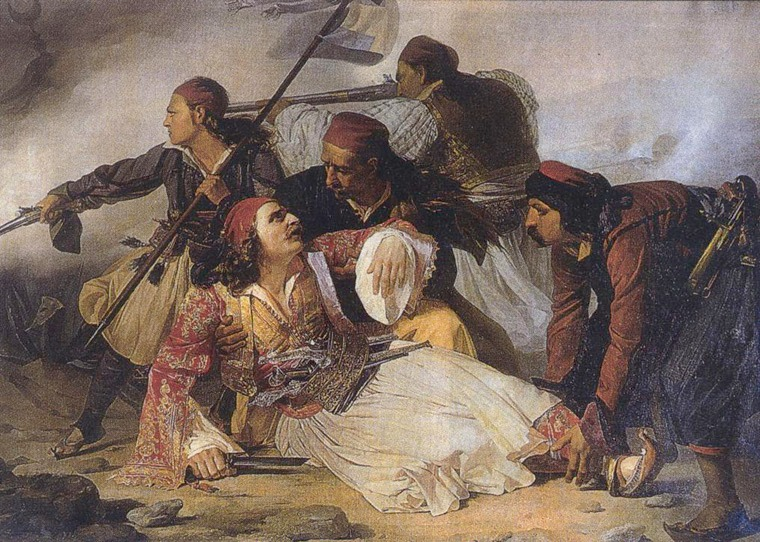
La Mort de Markos Botzaris., par Ludovico Lipparini.
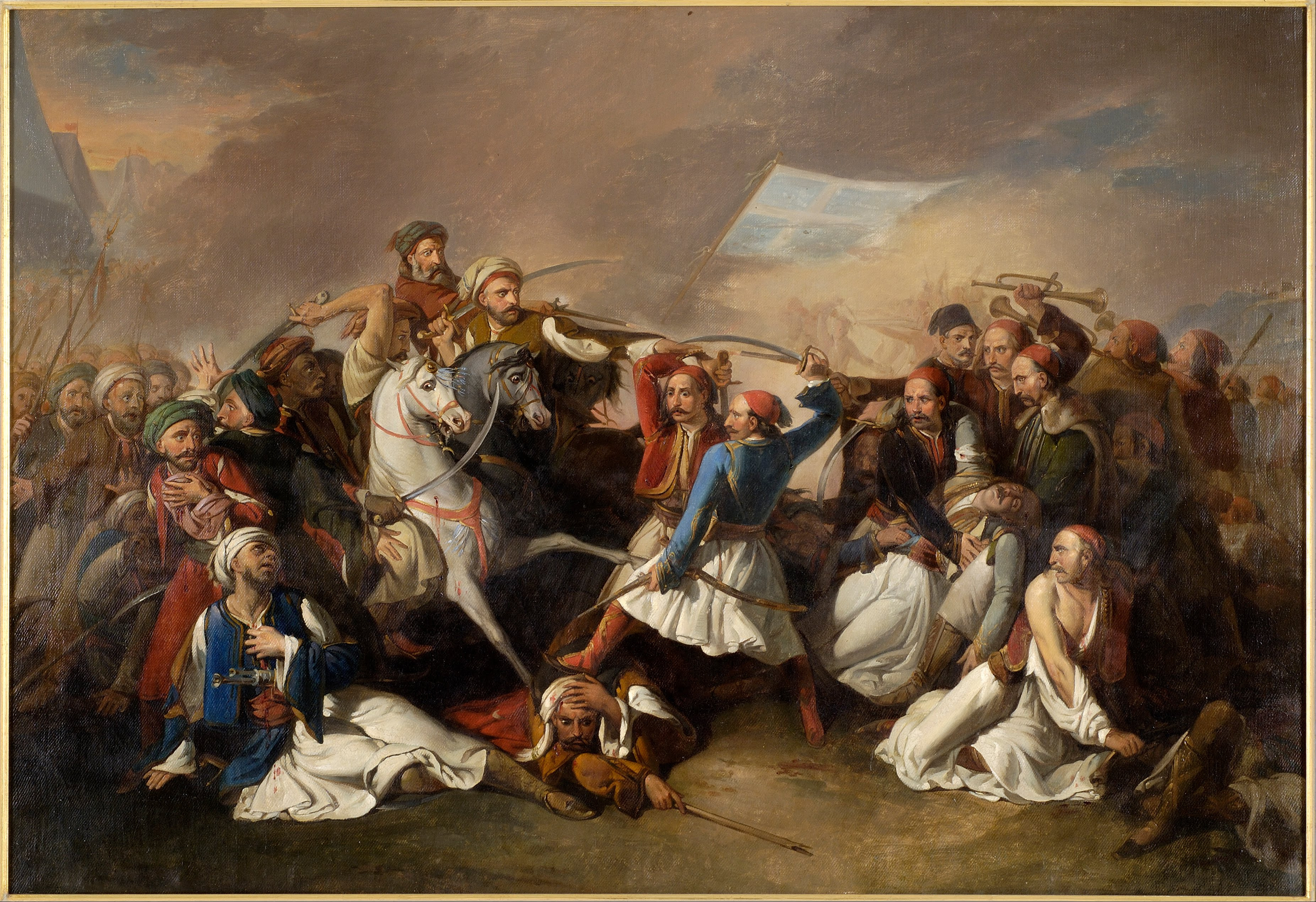
La Mort de Markos Botzaris par Filippo Marsigli, 1836/1839.
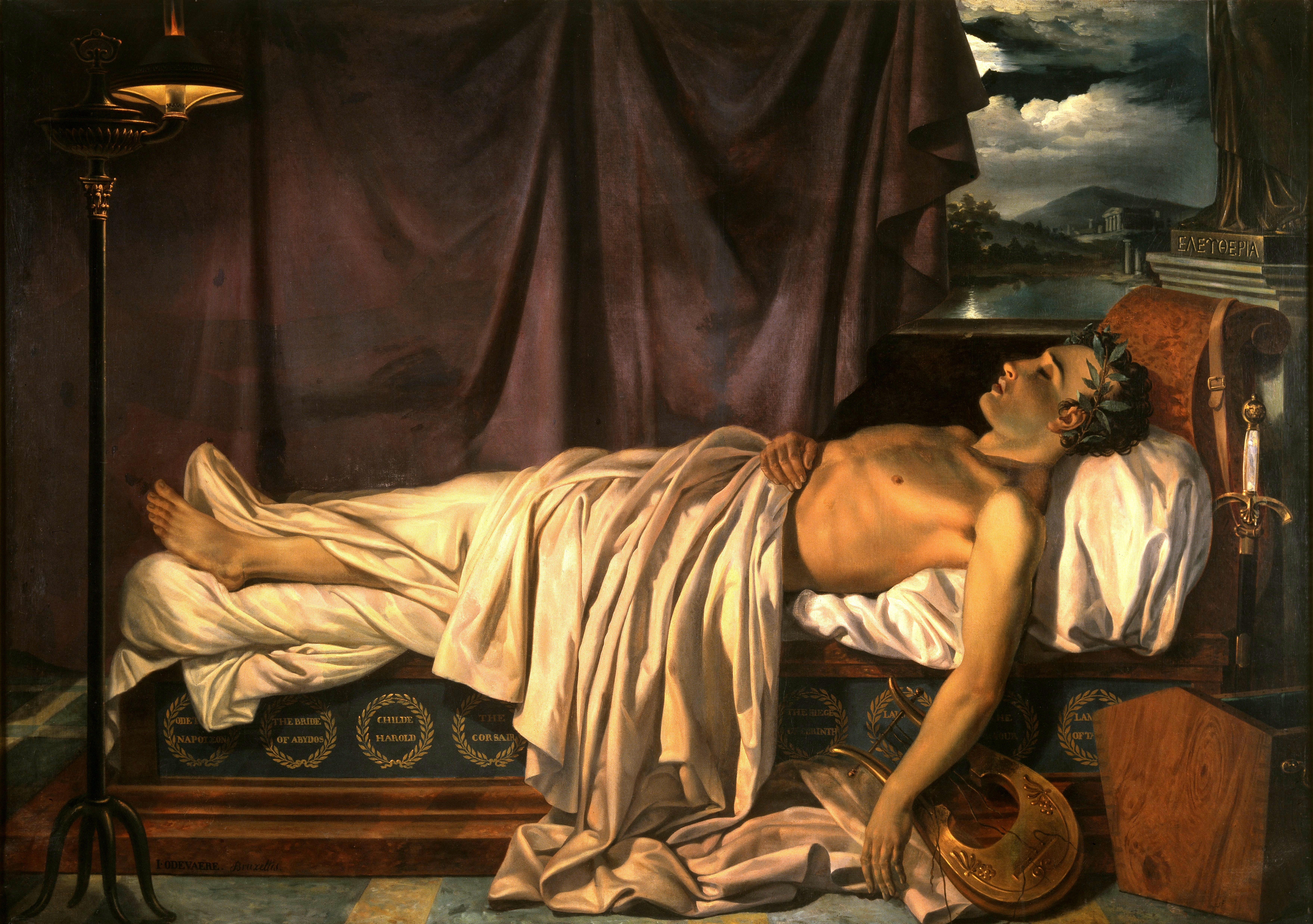
Lord Byron sur son lit de mort. par Joseph Denis Odevaer (1826).
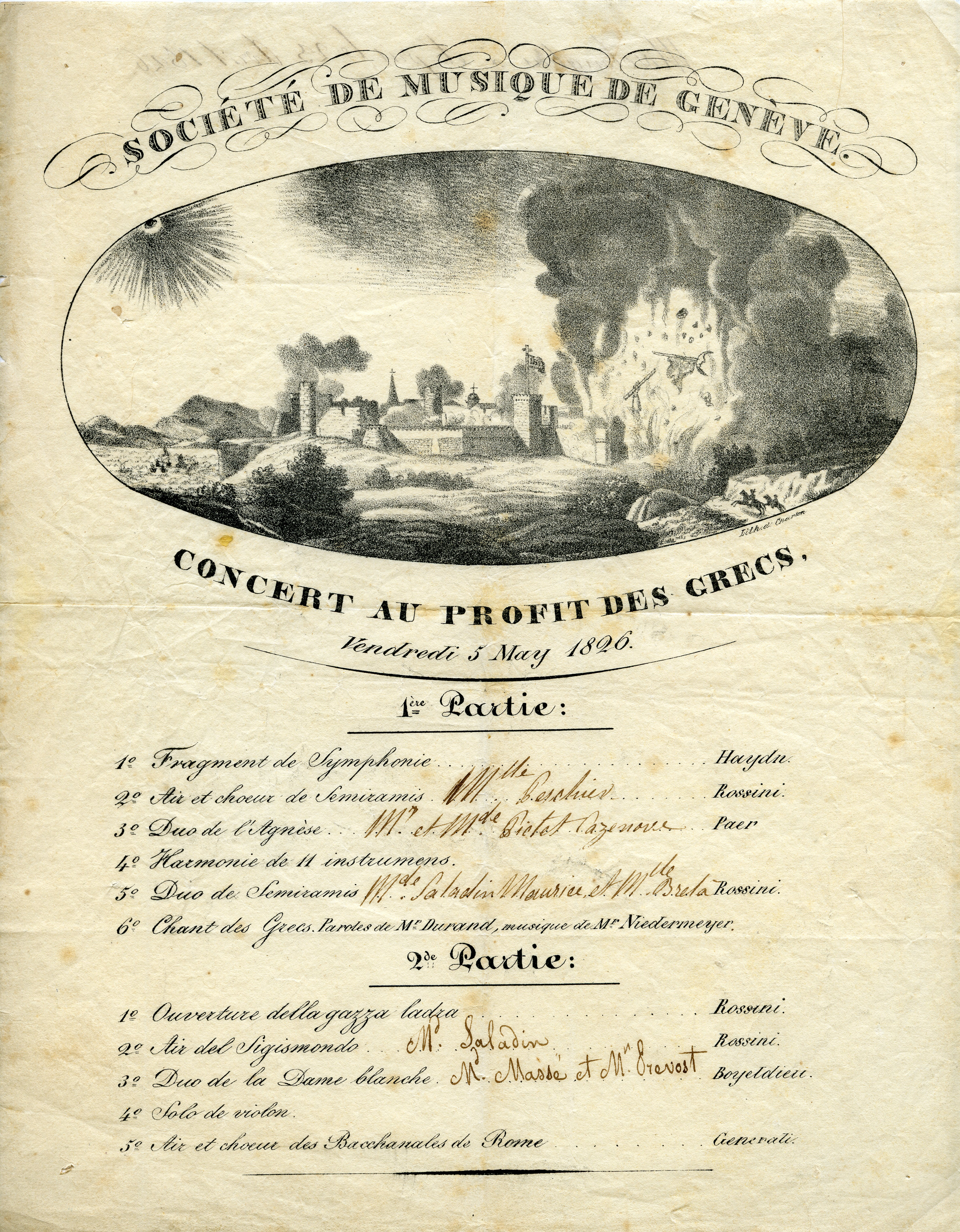
Société de Musique de Genève - Concert au profit des Grecs (1826).

#### La pression politique
Chateaubriand, publia dès 1825 un « Appel en faveur de la cause sacrée des Grecs » qui devint par la suite sa « Note sur la Grèce » et qui ouvrit son Itinéraire de Paris à Jérusalem. Libry-Bagnano lui envoie immédiatement sous le pseudonyme-anagramme de Linny-Babagor sa Réponse d'un Turc à la note sur la Grèce de M. le Vte de Chateaubriand, membre de la société en faveur des Grecs, seconde édition bruxelloise de 1825 (la première étant parisienne dont le titre seul était différent).
Benjamin Constant lança en 1825 un « Appel aux Nations chrétiennes en faveur des Grecs ».

#### Les comités philhellènes
- Fin août 1821 : Fondation du premier comité philhellène en Europe : celui de Stuttgart. Les fondateurs en annoncèrent la création avec un texte écrit en grec ancien[28]
- 28 février 1823 : Fondation du comité philhellène de Londres par John Cam Hobhouse.
- fin 1824, début 1825 : Fondation du comité philhellène de Paris.
- 1825, la Société des douze constitue un comité hellènique à Bruxelles[29]. Le comité philhellène de Bruxelles a ensuite été constitué[30]. Le journal belge La Sentinelle du Royaume des Pays-Bas en parle fréquemment.

Le comité philhellène français devint rapidement le plus important d'Europe. En trois ans, il réussit à réunir £65 000 qu'il fit parvenir en Grèce. La situation particulière de l'insurrection grecque fit que toutes les opinions politiques : républicains comme royalistes ; toutes les classes sociales : bourgeois, ducs, sergents ou généraux, appartenaient au comité.
Un de ses membres fut La Fayette qui donna 5 000 Francs. Il essaya aussi de rallier à la cause grecque les États-Unis, où il avait des contacts depuis leur guerre d'indépendance.
Un étudiant allemand, Sprewitz, fonda dès les débuts de l'insurrection grecque, l'Association de la jeunesse. Elle tint six congrès dans le but d'organiser un corps expéditionnaire pour la Grèce.

#### L'engagement armé
Bien que symboliquement important, l'engagement armé direct n'eut qu'une faible influence sur le cours des événements, en raison de la nature du conflit, des conditions locales et de l'organisation particulière des forces armées grecques, très différentes de celles qui avaient cours en Europe occidentale. De nombreux volontaires ne participèrent ainsi jamais aux combats, mourant de maladie ou de dénuement, ou repartant désillusionnés. Les tentatives d'application des méthodes militaires occidentales ou de coopération entre combattants occidentaux et troupes irrégulières grecques se soldèrent quasi-systématiquement par des échecs (Attaque de Nauplie en décembre 1821, Péta, campagne de Fabvier en Eubée, Kamatéro, Phalère etc.).
Une des premières références directes est la défense contre un débarquement turc près de Modon en février 1822 par des troupes grecques et une cinquantaine de philhellènes commandés par l'Allemand Karl Normann. L'habileté particulière des philhellènes dans l'usage de l'artillerie fut décisive.
Le lieutenant Baleste, d'origine corse, organisa les premières troupes régulières grecques sous l'impulsion de Dimítrios Ypsilántis. Il débarqua le 20 mars (julien) 1er avril (grégorien) 1822 en Crète avec une troupe de philhellènes, en vue d'aider l'insurrection sur la grande île, où il trouva la mort peu après. L'officier français forma un régiment autochtone sur le modèle européen, embryon de la future armée nationale grecque. Baptisée Tacticon et forte de 300 tacticoi, l'unité est encadré d'une quarantaine d'anciens officiers italiens des guerres napoléoniennes. Après la mort de Baleste, l'unité est confiée au piémontais Tarella.
Le premier bataillon de philhellènes (une centaine d'hommes) fut engagé lors de la bataille de Péta en juillet 1822 et fut décimé : les palikares irréguliers grecs s'étant enfuis, tacticoi de Tarella et volontaires philhellènes (placés en première ligne) forment un dernier carré face à l'assaut turc. À la fin de l'année, le tacticon, exsangue et sans dirigeant, est dissout.
Parallèlement à ces premiers faits d'armes, le gouvernement provisoire grec tente de créer une unité philhellène régulière, la Légion allemande. Inexpérimenté et fort de seulement 140 volontaires, le corps n'est d'aucune utilité militaire et il est dissout sans avoir combattu.
À cette première vague de volontaires succède une seconde en 1823, plus politique et libérale, marquée par la figure de Lord Byron qui décède 10 mois plus tard sans avoir combattu. Des patriotes espagnols et italiens (condamnés à mort), tels les généraux Rossarol et Pepe, se joignent aux insurgés grecs contre l'absolutisme ottoman.
Le renouveau de l'engagement militaire philhellène intervient en 1825, en une troisième vague, à la suite de l'offensive de Mehmet Ali en Morée. Elle est constituée majoritairement d'officiers espagnols, italiens, et surtout de vétérans français de la Grande Armée, sous l'égide du colonel Charles Nicolas Fabvier, ancien artilleur. Il constitue une nouvelle unité d'infanterie philhellène, épaulé par Auguste Regnaud de Saint-Jean d'Angély, ancien hussard et ordonnance de Napoléon qui entraîne une formation de 300 cavaliers, ainsi que par le capitaine d'artillerie Pauzé qui met en place une école centrale militaire. En 1826 s'ajoute à ce mouvement l'afflux de volontaires allemands et suisses sous la direction du général bavarois von Heideck.
Les bataillons philhellènes combattent sans succès en Eubée et à Chios, mais s'illustrent lors du siège d'Athènes par Ibrahim Pacha en 1826-1827, en sauvant la garnison de l'Acropole.
Parallèlement, Fabvrier reconstitue le Tacticon - dans un camp de la presqu'île de Méthana baptisée à propos Tacticopolis - avec le soutien du Comité philhellène de Paris, en inculquant aux soldats grecs la discipline, la manœuvre, le maniement des armes à l'européenne. Cette unité nationale combat à Athènes aux côtés des contingents philhellènes, et en 1827, le corps régulier comprend 4 000 hommes regroupés en 3 bataillons et 2 escadrons de cavalerie. Malgré des succès tactiques, les réguliers grecs et européens ne remportent aucune victoire et c'est davantage l'incompréhension et le mépris entre deux conceptions guerrières qui prime : la bataille de mouvements en rase campagne, chère aux Européens, est évitée pour une guérilla montagnarde où se complaisent la majorité des combattants grecs. Fabvrier, quelque peu écœuré et en désaccord avec Kapodistrias, rentre en France en août 1828. Mais à ce moment, le corps expéditionnaire français (officiel) du général Maison change le cour des événements. L'unique bataillon philhellène, 300 hommes sous les ordres de Louis Dentzel, et le Tacticon ne jouent plus de rôle significatif dans les combats. L'indépendance grecque est acquise par l'intervention extérieure,.

#### Contextes sociaux des engagés
Les philhellènes s'étant rendus en Grèce appartenaient principalement à deux catégories : des étudiants, et d'anciens militaires sans affectation, souvent à cause de leur engagement politique libéral ou bonapartiste.
Les archives de la police française nous apprennent que des étudiants français, allemands, irlandais, suisses partirent se battre aux côtés de la Grèce dès 1821.
Blanqui entreprit en octobre 1828, après la chute de Missolonghi, un voyage vers la Morée pour aider la Grèce insurgée. Son expédition, en compagnie de son ami et camarade d'études, Alexandre Plocque, s'arrêta à Puget-Théniers, faute de passeport.
Plusieurs anciens officiers de l'armée napoléonienne s'impliquèrent dans le mouvement : le colonel Fabvier, le lieutenant-colonel Louis Dentzel (membre de la Charbonnerie et fils d'un ancien général de Napoléon,), etc.

### L'intervention des gouvernements
George Canning avait des convictions philhellènes, aussi, lorsqu'il arriva au pouvoir en Grande-Bretagne, il infléchit la politique de son pays en faveur de la cause grecque.

### Un cas particulier: le philhellénisme américain
La cause grecque était vue par certains Américains, Daniel Webster en tête, comme celle de la liberté.
Les rédacteurs de la presse écrite réformiste du Bas-Canada (Québec) étaient des partisans de la Grèce libre. Durant une décennie l'opinion publique bas-canadienne suivit avec intérêt les Grecs qui s'émancipaient du joug ottoman. Les journaux La Minerve, Le Spectateur canadien et The Canadian spectator peuvent être qualifiés de philhellènes.

## Le mishellénisme
Le mishellénisme est le contraire du philhellénisme. C'est une animosité, voire une hostilité envers la Grèce, les Grecs, la langue grecque ou la culture grecque. Le mishellénisme existait déjà à Rome. Le mishellénisme ne s'estompa pas au Moyen Âge en raison du schisme de 1054 puis de la Quatrième croisade. L'exemple le plus symbolique en France est Edmond About.